# Raka Ray

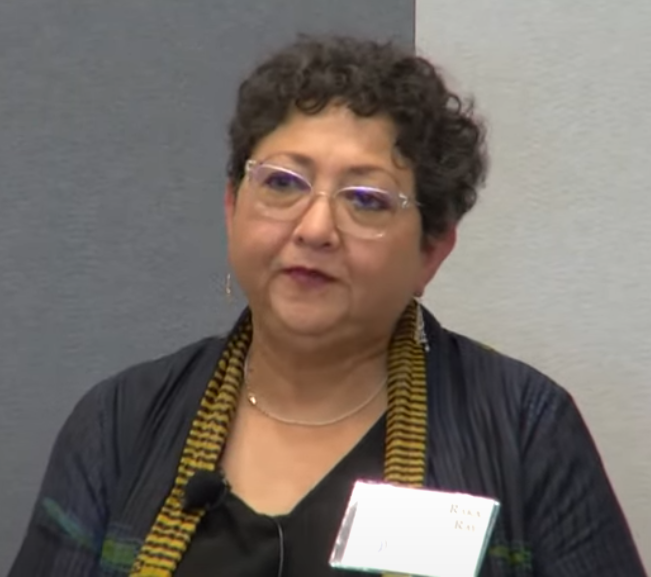
Raka Ray

Raka Ray ist eine US-amerikanische Soziologin indischer Herkunft und Professorin am Department of Sociology der University of California, Berkeley sowie dem dortigen Institute for South Asia Studies. Ihre Forschungsinteressen gelten den Gender Studies, postkolonialer Soziologie, sozialer Ungleichheit und sozialen Bewegungen. Ihr bevorzugtes Forschungsfeld ist Indien.
Ray wuchs im indischen Kalkutta auf und siedelte zum Studium in die USA über. 1985 machte sie das Bachelor-Examen am Bryn Mawr College. Der Master-Abschluss (1987) und die Promotion zur Ph.D. (1993) folgten an der University of Wisconsin–Madison. Seither ist sie Professorin in Berkeley.

## Schriften (Auswahl)
- Mit Jennifer D. Carlson und Abigail Andrews: The social life of gender. SAGE, Los Angeles/London 2018, ISBN 978-1-4522-8697-6.
- Herausgegeben mit Amita Baviskar: Elite and everyman. The cultural politics of the Indian middle classes. Routledge, Neu Delhi 2011, ISBN 978-0-415-67798-1.
- Herausgegeben mit Mary Fainsod Katzenstein: Social movements in India. Poverty, power, and politics. Rowman & Littlefield, Lanham 2005, ISBN 0-7425-3842-7.
- Als Herausgeberin: Handbook of gender. Oxford University Press, Neu Delhi 2012, ISBN 978-0-19-807147-1.
- Mit Seemin Qayum: Cultures of servitude. Modernity, domesticity, and class in India. Stanford University Press, Stanford 2009, ISBN 978-0-8047-6071-3.
- Fields of protest. Women's movements in India. University of Minnesota Press, Minneapolis 1999, ISBN 0-8166-3131-X.